# Programma Extinzione
Programma Extinzione (X-Tinction Agenda) è un crossover che intreccia le testate Uncanny X-Men (vol. 1), X-Factor (vol. 1) e New Mutants (vol. 1), pubblicato dalla Marvel Comics fra il novembre 1990 e il gennaio 1991. Sceneggiata da Chris Claremont e Louise Simonson per i disegni di Jim Lee, Rob Liefeld, Jon Bogdanove e Guang Yap, la storia ruota attorno al rapimento di alcuni membri dei Nuovi mutanti per mano di Cameron Hodge ed al loro salvataggio da parte degli X-Men, creduti morti ma in realtà dispersi per il globo senza alcun ricordo, e X-Factor.

## Trama
Mentre Rictor, Boom-Boom, Warlock, Wolfsbane e Tempesta, fatta regredire fisicamente al suo corpo di adolescente, si rilassano dopo una seduta nella Stanza del Pericolo vengono assaliti e catturati dai Magistrati di Genosha, fra cui Havok che ha perso la memoria, con l'accusa di essere complici della fuga della mutata Jenny Ransome e portati sull'isola per il processo. Qui apprendono che dietro la florida economia locale si cela lo sfruttamento di schiavi mutati a cui lo stesso governo ha dato vita e che a muovere le fila, utilizzando la presidentessa come volto per l'opinione pubblica, è il cyborg Cameron Hodge che ha pianificato di assorbire i poteri di Warlock per riacquistare un corpo umanoide. Privati dei loro poteri i prigionieri vengono condotti nelle celle dalle quali riescono a scappare grazie all'aiuto di Warlocke che però rimane indietro e viene catturato; ancora triste per la morte di Cypher, Wolfsbane si distacca dal gruppo dei fuggitivi e corre in soccorso dell'amico vedendolo morire sotto i suoi occhi e finendo di nuovo nelle mani dei Magistrati. Tempesta rinuncia alla fuga e si infiltra nello studio del Geningegnere Moreau, responsabile della procedura per creare mutati, per ucciderlo ma viene sorpresa da Hodge che la cattura sottoponendola alla trasformazione e creando la mutata 20. Nel frattempo Wolverine, Psylocke e Jubilee, venuti a conoscenza del rapimento dei loro amici, raggiungono Genosha ed incontrano Rictor e Boom-Boom che li aggiornano sulla situazione; all'altro capo dell'isola i cinque membri di X-Factor più Cable, Banshee, Gambit, Forge, Cannonball e Sunspot si accingono a raggiungere la Cittadella, grattacielo sede del potere e luogo in cui avvengono le trasformazioni e sono rinchiusi i prigionieri, per lo stesso motivo. Wolverine e Psylocke si infiltrano nella Cittadella ma vengono riconosciuti da Havok che lentamente sta riacquistando la memoria e catturati dopo uno scontro con Hodge. Stabilito il piano d'azione Ciclope divide il gruppo portando nella missione d'infiltrazione solamente Uomo Ghiaccio e Bestia mentre Cable, Marvel Girl, Gambit, Forge e Sunspot piazzano dell'esplosivo per far crollare la Cittadella ma vengono scoperti dai Magistrati e catturati da Hodge che per torturarli psicologicamente li informa di aver trasformata in mutata Wolfsbane lasciandole però il ricordo della persona che era stata a differenza degli altri che diventano macchine senza alcun pensiero a parte obbedire agli ordini. Ritorvatasi in cella con Wolverine, Marvel Girl comprende che a causa della privazione dei poteri presto morirà ed i due si scambiano un bacio appassionato. Ai piani alti della Cittadella Bashee, Arcangelo e Cannonball sferrano il loro attacco contro Hodge e la presidentessa ma anche loro vengono infine catturati così come pure la squadra di Ciclope che si scontra direttamente con Havok facendogli però tornare la memoria. Messi a processo X-Men, X-Factor e Nuovi Mutanti vengono consegnati nelle mani di Hodge che si diverte a torturarli fino a quando, approfittando dell'assenza del loro carceriere, Gambit riesce a liberare tutti. Fingendo di volersi arrendere ed essere trasformata in una mutata Psylocke mette K.O. le guardie che la portano dal Geningegnere e s'imbatte nei Magistrati ribelli contro Hodge che le consegnano Tempesta; insieme tornano nella camera di tortura dove Tempesta tocca Ciclope ridandogli i poteri e ritornando finalmente adulta. Gli X-Men costringono quindi Hodge alla fuga, che gli riesce grazie ad un dispositivo di intangibilità, e Tempesta fa ritornare in sé Wolfsbane prima di dividersi in squadre e dare la caccia al cyborg che uccide il Geningegnere Moreau e a causa dei danni al suo esoscheletro meccanico è costretto a ripiegare sulla cima della Cittadella dove Ciclope e Havok gli staccano la testa dal corpo; tuttavia a causa di un patto con un demone Hodge non può essere ucciso. Per ovviare a questa difficoltà Rictor fa crollare la Cittadella seppellendo la testa sotto le macerie.

## Conseguenze
- Wolfsbane e Havok decidono di rimanere a Genosha per assicurarsi che i mutanti non vengano più oppressi. Entrambi entreranno a far parte della X-Factor governativa di lì a poco.
- Wolverine, Psylocke e Jubilee si riuniscono agli X-Men, formando una squadra con Tempesta, Banshee, Forge e Gambit.
- La morte di Warlock, la decisione di Wolfsbane di rimanere a Genosha e l'abbandono della squadra da parte di Rictor dopo la scoperta che Cable (in realtà Stryfe) era il responsabile dell'assassinio del padre, avviarono la transizione dei Nuovi Mutanti in X-Force.